# Капско бодљикаво прасе
Капско бодљикаво прасе (лат. Hystrix africaeaustralis) је врста глодара из породице бодљикавих прасића Старог света (Hystricidae).

## Распрострањење
Ареал капског бодљикавог прасета обухвата већи број држава у јужној и средњој Африци. Врста има станиште у ДР Конгу, Републици Конго, Мозамбику, Боцвани, Бурундију, Замбији, Зимбабвеу, Јужноафричкој Републици, Кенији, Лесоту, Малавију, Намибији, Руанди, Свазиленду, Танзанији и Уганди.

## Станиште
Станиште врсте су каменити и пешчани предели са ниском вегетацијом. Врста је по висини распрострањена од нивоа мора до бар 2.000 метара надморске висине.

## Начин живота
Капско бодљикаво прасе копа рупе у тлу, или заузима постојеће. Храни се ноћу обично усамљено, понекад 2-3 животиње заједно. Коти се једном годишње, са 1-3 младунчета по окоту.

## Угроженост
Ова врста није угрожена, и наведена је као последња брига јер има широко распрострањење.